# Christian Fredrik Ewert
Christian Fredrik Ewert, född den 20 juli 1804 i Göteborg, död där den 6 december 1881, var en svensk läkare. Han var far till Wilhelm Theodor Ewert.
Ewert blev 1821 student vid Uppsala universitet, där han avlade medicine kandidatexamen 1826 och medicine licentiatexamen 1827. Han promoverades till medicine doktor sistnämnda år och blev kirurgie magister vid Karolinska institutet i Stockholm 1830. Ewert var praktiserande läkare i Göteborg från 1828, andre stadsläkare där 1835–1860, läkare vid Allmänna arbets- och korrektionsinrättningen i Göteborg från 1835 och förste stadsläkare där 1860–1875. Han var ledamot i styrelsen för Chalmerska slöjdskolan i Göteborg från 1856. Ewert invaldes som ledamot av Vetenskaps- och vitterhetssamhället i Göteborg 1830. Han blev riddare av Vasaorden 1857, av Nordstjärneorden 1863 och av Carl XIII:s orden 1867.